# Schloßhofbach
Der Schloßhofbach ist ein rund 3,3 km langer, orografisch rechter Nebenfluss des
Johannisbachs (der im späteren Verlauf Aa genannt wird) in Nordrhein-Westfalen, Deutschland. Der Bach entspringt und mündet auf dem Gebiet der Stadt Bielefeld.

## Verlauf
Die Quelle des Schloßhofbaches befindet sich östlich der Universität Bielefeld nahe der Kurt-Schumacher-Straße. Der Bach fließt in nordöstlicher Richtung ab in den Schloßhofteich, den Mühlenteich der ehemaligen Schloßhofmühle. Ein weiterer Quellbach des Schloßhofteichs kommt von Süden, von der Melanchthonstraße her und fließt westlich parallel zur Schloßhofstraße durch alte Klärbecken. Der Schloßhofbach unterquert die Schloßhofstraße, fließt in nordöstlicher Richtung weiter, unterquert die Straße Am Brodhagen, dann durch einen Grünzug mit Regenrückhaltebecken und unterquert bei der Stadtbahnhaltestelle Auf der Hufe die Jöllenbecker Straße. Im weiteren Verlauf des Grünzuges durchfließt er die den Meierteich und den Sudbrackteich. Dieser ist aufgestaut, der Abfluss unterhalb der Sudbrackstraße liegt mehrere Meter tiefer. Östlich der Sudbrackstraße tritt der Bach in den Bultkamp-Grünzug ein. Nach etwa 2,9 Kilometern zweigt rechtsseitig der Sudbrackbach ab, der nach Durchquerung des Bultkampparks etwa 1,2 Kilometer weiter nördlich wieder zufließt. Nur wenige Meter nach diesem Zufluss mündet von links der Gellershagener Bach ein. Rund 150 Meter weiter nördlich unterquert der Schloßhofbach die Westerfeldstraße und mündet nach weiteren 50 Metern in den Johannisbach, der hier nördlich parallel zur Westerfeldstraße verläuft.

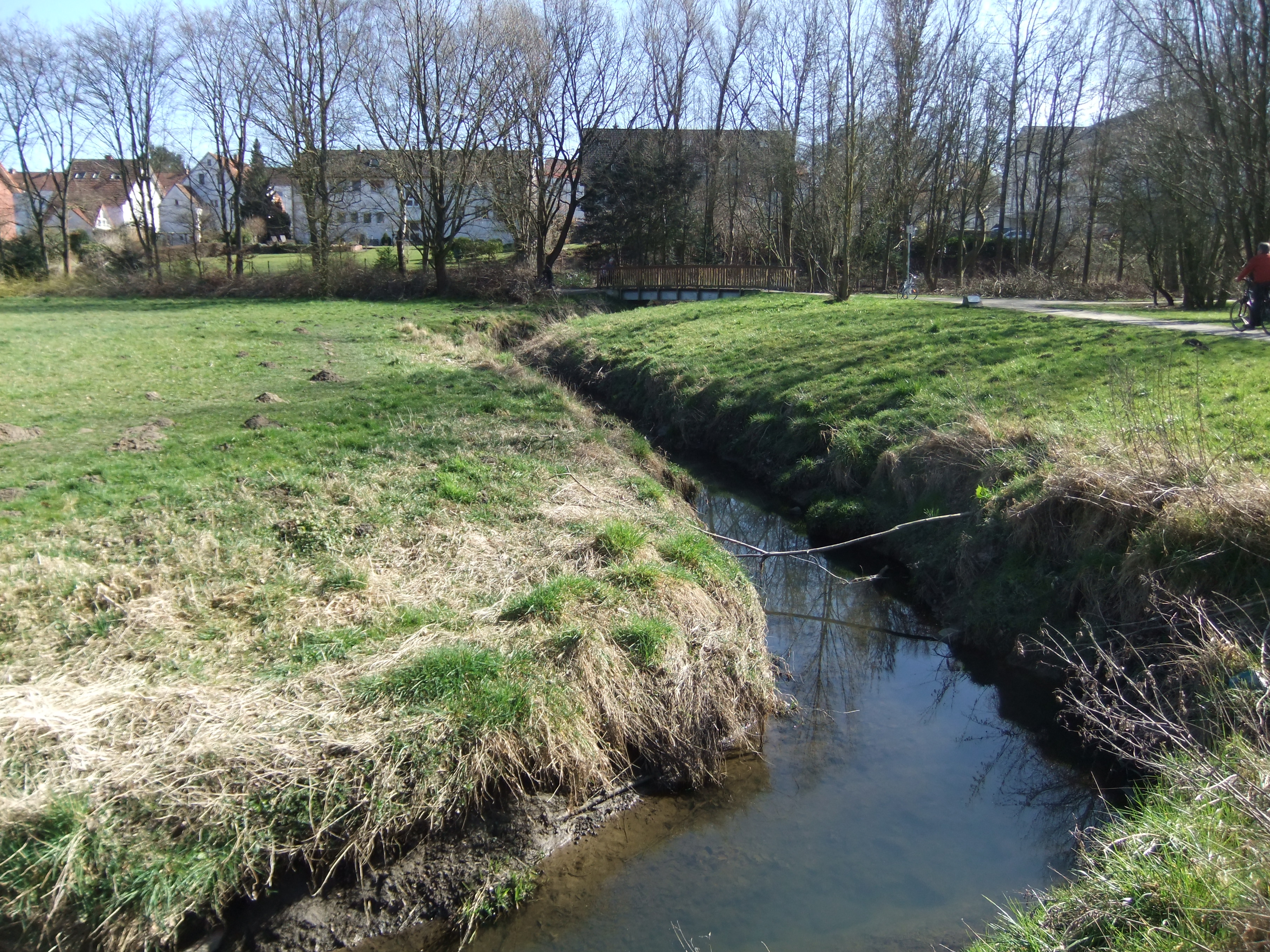
Schloßhofbach nahe der Straße Am Feuerholz

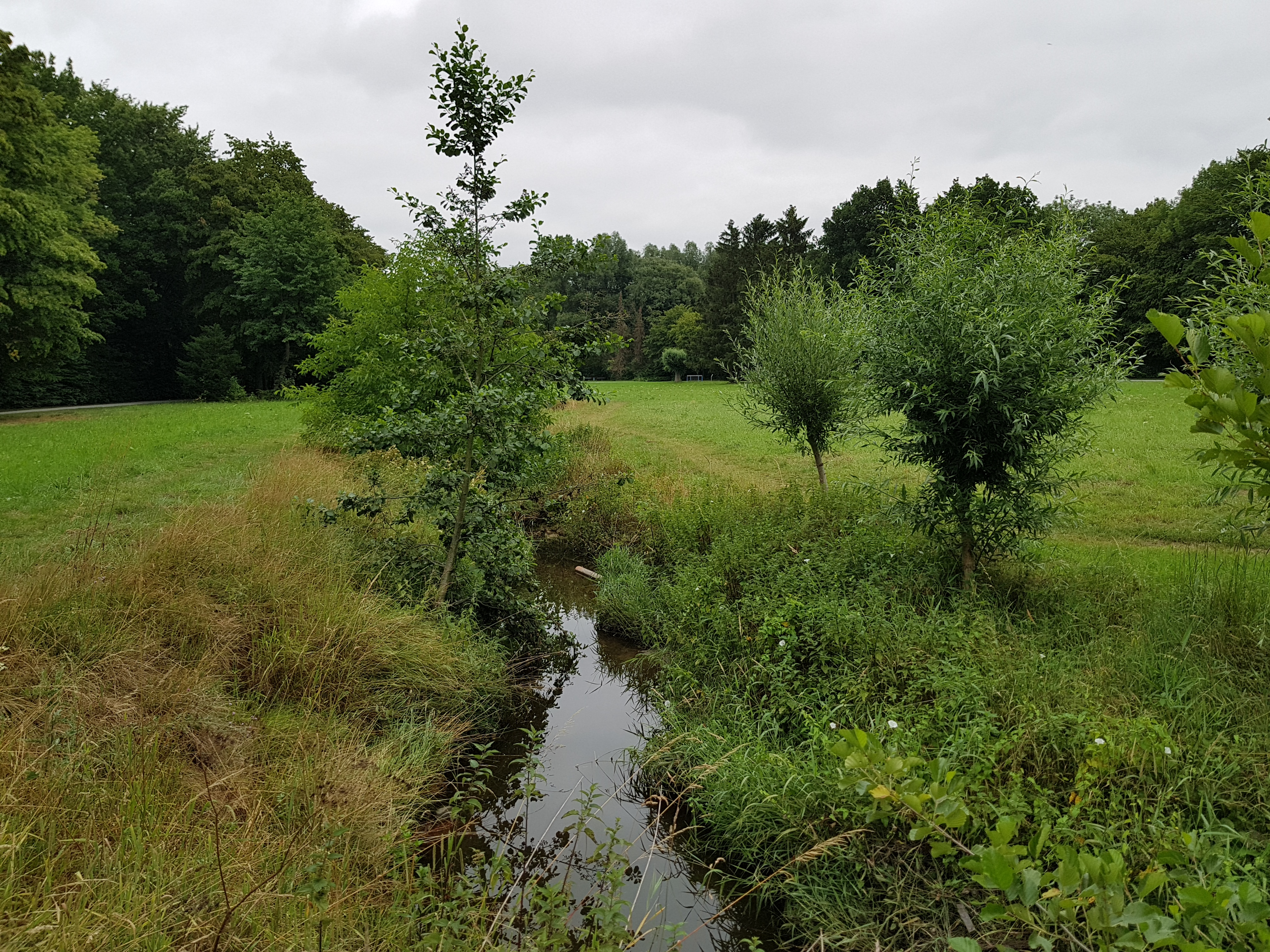
Schloßhofbach im Bultkamp Grünzug

## Charakteristik
Der Schloßhofbach zeigt eine unterschiedlich ausgeprägte Gewässerstruktur. Oberhalb des Bultkampparks durchfließt das Gewässer Siedlungsgebiet und zeigt sich in diesem Abschnitt in einem begradigten und kanalartigen Zustand. Im Gegensatz dazu führt der Bach im Bereich der Parkfläche nach Renaturierungsmaßnahmen gegen Ende der 1980er Jahre wieder durch ein naturnahes, mäandrierendes Bett.
Dieser Abschnitt ist als schutzwürdiges Biotop ausgewiesen (BK-3917-222).

## Gewässergüte
Trotz der Renaturierungsmaßnahmen befindet sich die Gewässergüte des Schloßhofbaches laut einer Untersuchung im Jahr 2007 in einem kritischen Zustand. Hierzu tragen wahrscheinlich neben zahlreichen Einleitungen auch die drei im Einzugsbereich befindlichen Gewässer Schloßhofteich, Sudbrackteich und Meierteich bei.